# 1910–1911-es Challenge Kupa
Az 1910–1911-es Challenge Kupa volt a sorozat tizedik, utolsó kiírása, egy év kihagyás után. A döntőben megismétlődött az előző párosítás, de ezúttal a Wiener SC győzött az FTC ellen.
A térségben legközelebb 1927-ben indult hasonló jellegű kupasorozat, közép-európai kupa (Mitropa Cup) néven.

## Mérkőzések

### Ausztria
|  |

| Wiener SC | 7–3 | FAC |
| --------- | --- | --- |
|           |     |     |

|  |

|  |

| SK Rapid Wien | 2–1 | First Vienna FC |
| ------------- | --- | --------------- |
|               |     |                 |

| Bécs |

| 1911. március 19. |

| Vienna Cricket FC | 0–9 | Simmering |
| ----------------- | --- | --------- |
|                   |     |           |

|  |

| 1911. tavasz |

| Wiener SC | 2–1 | SK Rapid Wien |
| --------- | --- | ------------- |
|           |     |               |

| Rudolfsheim, Bécs |

### Csehország
Nincsenek adatok cseh tornáról, viszont a  DFV Troppau csapata játszott az osztrák győztes Wiener SC ellen.

### Magyarország
Az  FTC volt az egyetlen nevező, automatikusan a bécsi döntőbe jutott.

### Nemzetközi szakasz

#### Elődöntő
A forrásokban nem kifejezetten elődöntőként említik, de a csapatok elhelyezkedéséből feltehetően az osztrák és cseh győztes mérkőzése volt.
| 1911 |

| Wiener SC | 14–0 | DFV Troppau |
| --------- | ---- | ----------- |
|           |      |             |

| Bécs |

#### Döntő
| 1911. szeptember 24. |

| Wiener SC | 3–0 | FTC |
| --------- | --- | --- |
|           |     |     |

| Hohe Warte, Bécs |